# Lizardo Ángeles Revollar
Lizardo Ángeles Revollar era un político peruano. Fue regidor y alcalde de la provincia de Quispicanchi y consejero regional del Cusco entre 2015 y 2018.
Nació en Sicuani, Perú, el 23 de septiembre de 1956, hijo de Mario Pedro Ángeles Flórez y Lucila Revollar Zamalloa. Cursó sus estudios primarios y secundarios en la ciudad de Urcos y estudios superiores técnicos en la ciudad de Cusco entre 1988 y 1990 donde se graduó de profesor de educación primaria. Trabajó en su profesión en el distrito de Andahuaylillas y en el Distrito de Huaro.
Participó en las elecciones municipales de 1980 como candidato a regidor provincial de Quispicanchi por la Izquierda Unida sin éxito. En 1986 y 1989 si obtuvo la elección, siempre por esa agrupación política. Tras un primer intento infructuoso para tentar la alcaldía provincial en las elecciones municipales de 1998, fue elegido como alcalde provincial de Quispicanchi en las elecciones municipales del 2002 por Unión por el Perú. Tentó su reelección en las elecciones del 2006 y del 2010 sin éxito. En las elecciones regionales del 2014 se presentó como candidato del movimiento "Kausachun Cusco" obteniendo la elección con el 15.941% de los votos.
El 13 de octubre del 2015, la Sala Penal de Apelaciones Transitoria del Cusco condenó a Ángeles Revollar por los delitos de peculado culposo simple y agravado imponiéndole una condena de inhabilitación por un año. Como consecuencia, el 23 de noviembre del 2015 el Jurado Nacional de Elecciones decretó su suspensión del cargo de consejero regional y convocó a Laureano Yucra Osnayo para que asuma el cargo de consejero regional con lo que Ángeles Revollar ocupó el cargo de gerente de desarrollo social del Gobierno Regional del Cusco. Posteriormente, en septiembre del 2017 la Corte Suprema de Justicia declaró no haber nulidad en la sentencia condenatoria. Con esta resolución, el consejo regional declaró la vacancia del cargo de consejero.
Falleció un 3 de octubre de 2021 a la edad de 65 años. 